# Seznam poslanců Malty (1955–1962)
Seznam poslanců Malty za volební období 1955–1962.
| Jméno                     | Strana | Volební okresek | Poznámky                              |
| ------------------------- | ------ | --------------- | ------------------------------------- |
| Joseph Abela              | MLP    | 4               |                                       |
| Kalcidon Agius            | MLP    | 7               |                                       |
| Emmanuele Agius           | PN     | 7               |                                       |
| Emmanuel Attard Bezzina   | MLP    | 3               |                                       |
| Agatha Barbara            | MLP    | 2               |                                       |
| Cikku Bonaci              | MLP    | 1               |                                       |
| Giorgio Borg Olivier      | PN     | 7               |                                       |
| George Borg               | MLP    | 3               | odstoupil; nástupce Dalli, Gio. Maria |
| Alexander Cachia Zammit   | PN     | 3               |                                       |
| Anglu Camilleri           | MLP    | 8               |                                       |
| Benedict Camilleri        | PN     | 1               |                                       |
| Giuseppe Camilleri        | PN     | 6               |                                       |
| Tom Caruana Demajo        | PN     | 6               |                                       |
| Carmelo Caruana           | PN     | 3               |                                       |
| Joseph Cassar             | MLP    | 3               |                                       |
| Amabile Cauchi            | PN     | 8               |                                       |
| John J. Cole              | MLP    | 4               |                                       |
| Wenzu Debrincat           | MLP    | 8               |                                       |
| Maurice Decesare          | MLP    | 5               |                                       |
| Joseph Ellul Mercer       | MLP    | 5               |                                       |
| Joseph Farrugia           | PN     | 4               |                                       |
| Giovanni Felice           | PN     | 5               |                                       |
| Joseph Flores             | MLP    | 6               | odstoupil; nástupce Buttigieg, Anton  |
| John Frendo Azzopardi     | PN     | 5               |                                       |
| Albert Hyzler             | MLP    | 6               |                                       |
| Nestu Laviera             | MLP    | 2               |                                       |
| Duminku Mintoff           | MLP    | 2               |                                       |
| Marcell Mizzi             | MLP    | 8               |                                       |
| John Muscat               | PN     | 4               |                                       |
| Paolo Pace                | PN     | 1               |                                       |
| Antonio Paris             | PN     | 2               |                                       |
| Daniel Piscopo            | MLP    | 2               |                                       |
| Mike Pulis                | MLP    | 7               |                                       |
| Carmelo Refalo            | PN     | 8               | odstoupil; nástupce Jones, Henry      |
| Oscar Rizzo               | PN     | 5               |                                       |
| Henry Sacco               | MLP    | 1               |                                       |
| Joseph Salinos            | MLP    | 1               |                                       |
| Joseph Spiteri            | PN     | 7               |                                       |
| Emmanuel C. (Leli) Tabone | MLP    | 6               |                                       |
| Calcedonio Zammit         | MLP    | 4               |                                       |